# Camila Santanioni
Camila Santanioni Marques (Uberaba, 1 de fevereiro de 1992) é uma atriz brasileira, que ficou conhecida na TV em 2015 por interpretar a midianita Ada na novela Os Dez Mandamentos, e no cinema em 2016 interpretando a mesma personagem em Os Dez Mandamentos - O Filme.

## Biografia e carreira
Nascida em Uberaba, Camila mora no Rio desde os 16 anos. Estudou teatro aos 11 anos de idade e se profissionalizou aos 19. Fez algumas atuações no teatro incluindo um espetáculo na Suíça e um curta-metragem brasileiro (Desvendando Maria, 2011). Também participou de alguns comerciais de TV, incluindo o "Cooler Tiririca" da empresa Bom Negócio, onde atuou com Tiririca.
Foi convidada para a RecordTV pelo produtor Marcos Madeira, a quem chamou atenção pelos seu trabalho, logo depois fez uma participação na novela Vidas em Jogo em 2011.
Em 2015 recebeu o papel para interpretar a midianita Ada na novela Os Dez Mandamentos da RecordTV, na novela, a personagem que é uma das 7 filhas do sacerdote de Midiã, Jetro (Paulo Figueiredo). Também é irmã de Zipora (Giselle Itié) e cunhada de Moisés (Guilherme Winter). De início seria irmã gêmea-bivitelina de Damarina (Talita Younan), porém a autora Vivan de Oliveira decidiu que as personagens teria idades diferentes. No ano seguinte, se manteve no elenco da nova temporada da novela.
Estreou nos cinemas em 2016 com o lançamento de Os Dez Mandamentos - O Filme.
Ainda em 2016, fez parte do elenco da novela A Terra Prometida também da RecordTV. 

## Filmografia

### Televisão
| Ano  | Título                         | Personagem | Emissora              | Nota     |
| ---- | ------------------------------ | ---------- | --------------------- | -------- |
| 2011 | Vidas em Jogo                  | —          | Participação Especial | RecordTV |
| 2015 | Os Dez Mandamentos             | Ada        |                       | RecordTV |
| 2016 | Os Dez Mandamentos             | Ada        |                       | RecordTV |
| 2020 | Amor Sem Igual                 | Lena       | Participação Especial | RecordTV |
| 2025 | Paulo, o Apóstolo (telenovela) |            |                       |          |

### Cinema
| Ano  | Título                       | Personagem    |
| ---- | ---------------------------- | ------------- |
| 2016 | Os Dez Mandamentos - O Filme | Ada Midianita |